# Djævel
Djævelen, af græsk diabolos (= bagvasker, ordret "der splitter, sår splid") er en ond ånd, især i kristendommen (Satan) og islam (Iblis) herskeren over de onde magter eller selve det onde, Guds modstander og menneskenes fjende. Som person kaldes han Satan (hebraisk for "modstander"), Beelzebub, Antikrist, fristeren eller fjenden (Matt. 13,39) eller den onde (Matt. 13,19). Fra Esajas 14,12 stammer navnet Lucifer.
- I Jobs Bog indgår Gud og Satan et væddemål om, hvorvidt den fromme Job vil holde fast ved sin tro.
- I Mattæusevangeliet 4:1 prøver Satan uden held at friste Jesus.

Ordet bruges også i talemåder som "der gik en djævel i ham", eller "han er en djævel med et bordtennisbat".

## Djævelen i kunst og litteratur
Indenfor kristen tradition findes der ingen afbildninger af djævelen, Satan eller Lucifer fra før 500-tallet, og først i 800-tallet blev fremstillinger af djævelen almindelige. Senere forekom Satan næsten lige så ofte i kunsten som jomfru Maria eller Kristus på korset. Særlig vistes djævelen i færd med at bortvises af Kristus eller Sankt Michael.
Frem til 1000-tallet blev Satan afbildet i menneskeskikkelse. Først i 1100-tallet udviklede han dyriske træk som hale og horn. Ofte havde han også vinger, først af fjer ligesom englenes.
Fra 1100-tallet kom flagermusvingerne til. De glødende øjne, den krumme næse og lansen eller gaflen, han har i hånden, blev hans faste attributter. I slutningen af 1200-tallet begyndte man at latterliggøre ham i prædikensamlinger og på billeder. Særlig indvirkede den irske munk Tundals syner på opfatningen af djævleskikkelsen.
I Dantes værk Den Guddommelige Komedie har djævelen tre hoveder, som en parodi på Treenigheden. Den isnende vind fra hans vinger står i modsætning til Den Hellige Ånd, som bringer varme og fællesskab. Der flyder blod, vand og tårer fra de forrædere, Lucifer tygger mellem sine kæber, ligesom der flød blod, vand og tårer fra Kristus på korset. Lucifer står til livet i is, ligesom Jesus stod til livet i Jordanfloden ved sin dåb. Som Kristus bar alverdens synder, knuges Lucifer af vægten af den samme verden. 

## Djævelen i folketroen
Den onde gav også stof til folkelige forestillinger som djævlepagt, besværgelse og folkeeventyr som Fanden og fogeden og Fanden og nødden, hvor sidstnævnte inspirerede den norske tegnefilm fra 1917. Ibsen lader sin skikkelse Peer Gynt påstå, at det var ham, der narrede Fanden ind i nødden; men folk genkender eventyret og er ikke imponeret.
Djævelen optræder også i beretninger om præsten Petter Dass, samt sagnet, der inspirerede til musikstykket Fanitullen. Ifølge sagnet blev stykket spillet af fanden ved et slagsmål i et bryllup i Hol i Hallingdal i 1724, hvor den ene af parterne blev dræbt. Begivenheden kendes fra retsdokumenter. Ifølge køgemesteren sad Fanden på en øltønde i husets kælder, mens han spillede på violinen, han holdt den forkerte vej. I en variant af sagnet udspilles hændelsen i Hemsedal. Sagnet er gengivet i vers af Jørgen Moe i 1840'erne.
Djævelen kunne også optræde i kirken. Fra Granvin fortælles, at en mand var så from, at han kunne hænge sine vanter på solstrålen, der kom ind gennem kirkevinduet. Han havde i sin fromhed også evnen til at se djævelen, og under en gudstjeneste fik han øje på ham, travelt optaget med at notere på et kalveskindspergament, hvem der sov eller lo i kirken. Så mange var faldet i søvn eller morede sig under den lange prædiken, at pergamentet blev fyldt, og djævelen bed i den ene ende og sled i den anden for at forlænge det. I stedet revnede det, og Satan slog baghovedet i kirkevæggen. Synet fik den fromme til at trække på smilebåndet; dermed faldt hans vanter ned på gulvet. - Sagnet genspejler frygten for at give efter for søvnighed eller kedsomhed under gudstjenesten, samt troen på, at djævelen kunne befinde sig usynlig mellem de troende - også i Guds hus. Ellers knyttes vanterne, der hænges på en solstråle, mest til helgener eller sortebogspræster.

## Djævlenes antal
Djævlenes antal har været omdiskuteret. Den skotskfødte mystiker Richard (død 1173), abbed i St. Victor-klosteret i Paris, argumenterede for dæmonernes ulegemlighed ved at vise til, at hvert menneske kan rumme en hel legion af dæmoner, og da han regnede 6.666 individer i én legion, ville der ikke være plads til så mange, hvis de havde en krop. Abbed Richalmus i Schönthal mente på 1200-tallet, at det var usandt, at hvert menneske kun er forfulgt af én dæmon. Tværtimod er mennesket – ligesom det er omgivet af vand, hvis det falder i vandet – hele livet omgivet af djævle. Når Richalmus lukkede øjnene, så han ofte små djævle flyve både om sig selv og andre, "tæt som støvfnug i en solstribe". En teologisk afhandling fra 1500-tallet satte antallet djævle i Satans sold til 2.665.866.746.664. I 1657 anslog G.Schott i sit værk Magia Universalis et Naturae et Artis djævlenes antal til 2.705 efterfulgt af 57 nuller.

## Galleri
- Djævelen
- Djævle afbildet i en freske i Rila-klosteret.
- Tarot-kortet Djævelen fra Jean Dodals tarotsæt, der udkom i perioden 1701-15.
- Den franske okkultist Eliphas Levis fremstilling af djævelen fra Dogme et Rituel de la Haute Magie (1854).